# FReDA – Das familiendemografische Panel
FReDA – Das familiendemografische Panel ist eine sozialwissenschaftliche Längsschnitterhebung, die sich insbesondere mit den Themen Partnerschaft und Familienleben in Deutschland befasst. Der Name FReDA steht für „Family Research and Demographic Analysis“ (deutsch: „Familienforschung und demografische Analyse“). Ziel der Studie ist es, kostenfreie und repräsentative Daten bereitzustellen, die sowohl der wissenschaftlichen Forschung als auch politischen und gesellschaftlichen Entscheidungstragenden zugutekommen.
Die Befragungen von FReDA umfassen ein breites Spektrum an demografischen, ökonomischen, psychologischen und soziologischen Themen. Im Zentrum stehen die Themen Familienleben, Partnerschaft und zwischenmenschliche Beziehungen in Deutschland. Zusätzlich werden unter anderem Fragen zum Einkommen, der Erwerbssituation, der Gesundheit, dem Wohlbefinden, der Sexualität sowie zu den Einstellungen und Werten der Befragten gestellt. Eine Besonderheit von FReDA ist die Möglichkeit für Wissenschaftlerinnen und Wissenschaftler in „Offenen Modulen“ zusätzliche Fragen in die Fragebögen einzubringen. So wird FReDA kontinuierlich an gesellschaftliche und wissenschaftliche Entwicklungen angepasst.
FReDA wurde von Januar 2020 bis Dezember 2024 durch eine Anschubfinanzierung des Bundesministeriums für Bildung und Forschung (BMBF) gefördert. Nach erfolgreicher Evaluation wurde die Studie ab 2025 durch das Bundesministerium des Innern und für Heimat verstetigt.

## Zielgruppe und Erhebung
In FReDA werden Personen im Alter zwischen 18 und 55 Jahren befragt. Für die zentrale Stichprobe werden 18- bis 49-Jährige repräsentativ ausgewählt. Sie verbleiben so lange im Panel, bis sie das Alter von 55 Jahren überschritten haben. Die Befragten werden deutschlandweit zufällig aus den Einwohnermelderegistern ausgewählt. Bei Zustimmung werden auch die Partnerinnen und Partner der Befragten in die Erhebungen einbezogen. Außerdem werden in FReDA auch jene Personen befragt, die bis 2021 an der Vorgängerstudie des „Beziehungs- und Familienpanels“ (pairfam) oder bis Frühjahr 2025 an der Studie Geflüchtete aus der Ukraine in Deutschland teilgenommen haben. Dadurch können in jeder Befragungswelle rund 30.000 Personen befragt werden. Die Datenerhebungen werden halbjährlich durchgeführt. Die Befragung erfolgt überwiegend durch selbstadministrierte Online-Interviews. Teilweise werden auch Papierfragebögen als Alternative angeboten.

## Entstehung von FReDA
FReDA wurde im Jahr 2020 gegründet, um nach dem Auslaufen vorheriger sozialwissenschaftlicher Datenerhebungsprogramme eine neue und verlässliche Datengrundlage für die Familienforschung in Deutschland bereitzustellen. Im Zuge dessen wurden der Generations and Gender Survey (GGS) und das „Beziehungs- und Familienpanel“ (pairfam) in einer einheitlichen Studie zusammengeführt. Ziel war es, die Stärken beider Ansätze zu bündeln und ein breiteres Spektrum an familiendemografischen Themen abzudecken. Die Integration der Befragten von pairfam in das FReDA Panel im Jahr 2022 stellte sicher, dass die seit 2008 beobachteten Lebensverläufe auch weiterhin erfasst werden, um der Forschung eine wertvolle Grundlage für längsschnittliche Analysen bereitstellen zu können.

### FReDA und das Generations and Gender Programme (GGP)
FReDA ist zudem in das internationale Generations and Gender Programme (GGP) eingebunden, ein Forschungsnetzwerk, das in Form des Generations and Gender Survey (GGS) international vergleichbare Daten zu familiären und demografischen Entwicklungen in mehr als 20 Ländern sammelt. Die deutschen GGS-Erhebungen werden durch FReDA vorgenommen. Durch die Integration des deutschen Generations and Gender Survey (GGS) gewährleistet FReDA eine internationale Vergleichbarkeit der Daten und stärkt zugleich die europäische und globale Forschung zu den Herausforderungen des demografischen Wandels.

## Struktur und Organisation
FReDA war bis Ende 2024 ein Kooperationsprojekt des Bundesinstituts für Bevölkerungsforschung (BiB), des GESIS – Leibniz-Institut für Sozialwissenschaften und der Universität zu Köln:
- Bundesinstitut für Bevölkerungsforschung  (BiB): Das BiB koordiniert das Gesamtprojekt, entwickelt die Fragebögen, organisiert die internationale Zusammenarbeit im Rahmen des „Generations and Gender Programme“ (GGP) und ist für die Öffentlichkeitsarbeit zuständig.
- GESIS – Leibniz-Institut für Sozialwissenschaften: GESIS ist für das methodische Design der Studie verantwortlich und übernimmt die Durchführung der Befragungen, die Datenaufbereitung sowie die Dokumentation und Bereitstellung der Daten.
- Universität zu Köln: Als Repräsentantin des pairfam-Konsortiums bringt die Universität ihre langjährige Erfahrung in der Panelforschung ein, insbesondere bei der Integration der pairfam-Stichprobe in das FReDA-Design.

Seit dem Jahr 2025 ist die Universität zu Köln als Kooperationspartner aus dem Konsortium ausgeschieden, das nun vom Bundesinstitut für Bevölkerungsforschung (BiB) und GESIS – Leibniz-Institut für Sozialwissenschaften weitergeführt wird. Die Entwicklung und Durchführung des Projekts werden durch den FReDA-Rat begleitet, dem Vertreterinnen und Vertreter der Mittelgeber, weiterer Ministerien und der Forschung angehören.

## Rezeption von FReDA-Daten
FReDA ist sowohl für die Wissenschaft als auch für die Politik und die Öffentlichkeit von großem Wert. Wissenschaftliche Artikel nutzen die Daten beispielsweise für Analysen zu Fertilität, Partnerschaften, Einstellungen zu Geschlechterrollen, Wohlbefinden und zur Survey-Methodik. Zugleich finden die Studien, basierend auf FReDA-Daten, mediale Beachtung in Berichten über die Lebenssituation der deutschen Bevölkerung.
Zudem erscheint jedes Jahr der BiB.Monitor Wohlbefinden, der auf Daten von FReDA basiert und Einblicke in das Wohlbefinden der Bevölkerung liefert. Er beleuchtet zentrale Aspekte wie Lebenszufriedenheit, soziale Beziehungen, Gesundheit und Arbeitsbedingungen. Ziel ist es, aktuelle Entwicklungen im gesellschaftlichen Wohlbefinden zu analysieren und in einem verständlichen Format für Politik, Wissenschaft und Öffentlichkeit bereitzustellen. Der Monitor trägt dazu bei, datenbasierte Diskussionen und Entscheidungen zu fördern.

### FReDA Policy Brief
Darüber hinaus veröffentlicht FReDA regelmäßig Policy Briefs. Die FReDA Policy Briefs sind ein zentrales Element der Politikberatung und vermitteln neueste Forschungsergebnisse zu gesellschaftlich relevanten Themen. Sie liefern Akteurinnen und Akteuren aus Politik und Gesellschaft einen kompakten, empirisch fundierten Zugang zu familienpolitisch wichtigen Fragen und bieten praxisorientierte Handlungsempfehlungen. Jede Ausgabe beleuchtet dabei ein spezifisches Schwerpunktthema: So untersuchte der erste Policy Brief die Auswirkungen der COVID-19-Pandemie auf Familien, während sich der zweite Policy Brief mit Einsamkeit beschäftigt. Hier konnte herausgefunden werden, dass Einsamkeit nicht nur ältere Personen betrifft, sondern vor allem auch bei Personen im jüngeren und mittleren Erwachsenenalter angestiegen ist. Die Policy Briefs unterstützen evidenzbasierte politische Entscheidungen und dienen der Grundlage für wissenschaftlich fundierte öffentliche Debatten über jene Themen, die die Bevölkerung beschäftigen.